# Selección femenina de baloncesto de Colombia
La Selección femenina de baloncesto de Colombia es el equipo formado por jugadoras de nacionalidad colombiana que representa a la Federación Colombiana de Baloncesto (FCB) en las competiciones internacionales organizadas por la Federación Internacional de Baloncesto (FIBA) o el Comité Olímpico Internacional (COI), tales como los Juegos Olímpicos, Campeonato mundial de baloncesto y Campeonato FIBA Américas entre otros. Ocupa el 34º puesto en el ranking de la FIBA.

## Historia
El primer hito de la Selección llegó con participación en el Campeonato Mundial de 1975, siendo anfitrionas de este y ocupando el séptimo lugar. En 1984 consiguió ganar el Campeonato Sudamericano Femenino de Básquetbol en Cúcuta, derrotando en la final a Brasil por un marcador de 62-51.

## Palmarés
- Juegos Olímpicos:

- Sin participación

- Copa Mundial de Baloncesto Femenino:

-  1975(7° lugar)

- Juegos Panamericanos:

 Plata (1): 2023
- Campeonato Sudamericano Femenino de Baloncesto:

 Oro (1): 1984
 Plata (2): 1991, 2005
 Bronce (7): 1981, 1986, 1997, 2006, 2010, 2016, 2018
- Campeonato Sudamericano Femenino de Baloncesto Sub-17:

 Oro (3): 1995, 2011 ,2019
 Plata (2): 1981, 1986
 Bronce (2): 1992, 1996
- Juegos Suramericanos:

 Oro (1) : 2018
 Bronce (2): 2010, 2014
- Juegos Centroamericanos y del Caribe:

 Oro (1) : 2018
 Bronce (1): 2006
- Juegos Bolivarianos:

 Oro (1): 2017